# Ticiana Villas Boas
 (mai 2023).
La mise en forme du texte ne suit pas les recommandations de Wikipédia : il faut le « wikifier ».
Les points d'amélioration suivants sont les cas les plus fréquents :
- Les titres sont pré-formatés par le logiciel. Ils ne sont ni en capitales, ni en gras.
- Le texte ne doit pas être écrit en capitales (les noms de famille non plus), ni en gras, ni en italique, ni en « petit »…
- Le gras n'est utilisé que pour surligner le titre de l'article dans l'introduction, une seule fois.
- L'italique est rarement utilisé : mots en langue étrangère, titres d'œuvres, noms de bateaux, etc.
- Les citations ne sont pas en italique mais en corps de texte normal. Elles sont entourées par des guillemets français : « et ».
- Les listes à puces sont à éviter, des paragraphes rédigés étant largement préférés. Les tableaux sont à réserver à la présentation de données structurées (résultats, etc.).
- Les appels de note de bas de page (petits chiffres en exposant, introduits par l'outil «  Source ») sont à placer entre la fin de phrase et le point final[comme ça].
- Les liens internes (vers d'autres articles de Wikipédia) sont à choisir avec parcimonie. Créez des liens vers des articles approfondissant le sujet. Les termes génériques sans rapport avec le sujet sont à éviter, ainsi que les répétitions de liens vers un même terme.
- Les liens externes sont à placer uniquement dans une section « Liens externes », à la fin de l'article. Ces liens sont à choisir avec parcimonie suivant les règles définies. Si un lien sert de source à l'article, son insertion dans le texte est à faire par les notes de bas de page.
- La présentation des références doit suivre les conventions bibliographiques. Il est recommandé d'utiliser les modèles {{Ouvrage}}, {{Chapitre}}, {{Article}}, {{Lien web}} et/ou {{Bibliographie}}. Le mode d'édition visuel peut mettre en forme automatiquement les références.
- Insérer une infobox (cadre d'informations à droite) n'est pas obligatoire pour parachever la mise en page.

Pour une aide détaillée, merci de consulter Aide:Wikification.
Si vous pensez que ces points ont été résolus, vous pouvez retirer ce bandeau et améliorer la mise en forme d'un autre article.
Ticiana Tanajura Villas Boas Batista, mieux connue comme Ticiana Villas Boas (née le 22 novembre 1980 à Salvador), est une journaliste et présentatrice de télévision brésilienne.

## Biographie
Ticiana a commencé sa carrière en 2005 en tant que reporter de Bahia pour Jornal da Band, sur Rede Bandeirantes. En 2006, elle est transférée à São Paulo et, en 2007, elle prend en charge la présentation du magazine électronique Atualíssima aux côtés de Leão Lobo. En 2008, il revient au Jornal da Band en tant que présentateur aux côtés de Ricardo Boechat. Il a participé et ancré des couvertures importantes telles que la visite du pape au Brésil, les Jeux Olympiques, la Coupe du Monde, en plus des tragédies des inondations à Santa Catarina et des glissements de terrain et des morts à Teresópolis, à Rio de Janeiro.
En 2010, elle a remporté le Troféu Mulher Imprensa de la meilleure présentatrice de nouvelles en 2009, promu par Revista Imprensa,. Le 28 avril 2015, il signe un contrat avec SBT pour présenter l'émission de téléréalité Bake Off Brasil. Sur la même chaîne, il a présenté une autre émission de téléréalité, à partir de février 2016, BBQ Brasil: Churrasco na Brasa. En octobre de la même année, il commande également l'émission de télé-réalité Duelo de Mães. En 2017, elle a quitté SBT lorsque son mari, Joesley Batista, est devenu la cible d'une enquête de la police fédérale, impliquée dans des affaires illicites entre le gouvernement et JBS,.
En juillet 2020, elle a été invitée à diriger Bake Off Brasil: Mão na Massa pendant trois semaines au cours desquelles Nadja Haddad a été testée positive au Covid-19. En 2021, après avoir été écartée du programme Vem Pra Cá, elle signe avec Band et revient avec Duelo de Mães. Le 11 février 2022, Ticiana a annoncé son départ de Band pour la deuxième fois, en plus de quitter définitivement la télévision pour se consacrer à de nouveaux projets.

## Controverses
Ticiana est mariée à l'homme d'affaires Joesley Batista, président de J&F, la holding de JBS, l'une des plus grandes industries alimentaires au monde. En mai 2014, une polémique est née après le retrait du site du magazine Veja, sans plus d'explications, d'une vidéo où la journaliste donnait une interview sur sa vie de femme mariée et aisée sans limite de dépenses personnelles et sans connaissance des prix. produits de tous les jours tels que l'essence de voiture. Selon un autre site, Imprensa, le matériel a été retiré du portail du magazine sous la pression de l'homme d'affaires, Veja cédant à la demande de peur de perdre ses annonceurs. Entre autres, Batista est également propriétaire de marques telles que Seara et Neutrox.